# José Pacheco y Aragón
José Pacheco y Aragón, VI Marqués de Gandul (Utrera, ca. 1801- Sevilla, 26 de marzo de 1884) fue un aristócrata, terrateniente y político carlista español.

## Biografía
Era hijo de Francisco Pacheco y Gómez de Barreda, V Marqués de Gandul y noble español que había sido partidario del absolutismo. Formó parte de los primeros terratenientes españoles en introducir la mecanización en la agricultura de la Baja Andalucía, importando desde Inglaterra la más novedosa maquinaria agrícola. Fue el más destacado promotor de la creación del hipódromo de Tablada, en Sevilla. También poseyó una afamada ganadería brava. 
En su juventud se alistó en los Voluntarios Realistas. En 1851 presidía el comité monárquico ("absolutista") de Sevilla. Tras la Revolución de 1868, lideró en la política municipal y provincial al partido carlista. En abril de 1870 viajó secretamente a Suiza convocado por el pretendiente Don Carlos para participar en la que se conoció como Asamblea de Vevey, donde se dio un nuevo rumbo al carlismo ante la renuncia de Ramón Cabrera. En 1871 fue designado por Don Carlos presidente de la Junta Central carlista de la provincia de Sevilla.
Con motivo del estallido de la tercera guerra carlista, en abril de 1872 fue detenido por el gobernador civil de Sevilla, siendo posteriormente desterrado a Cádiz, donde permaneció hasta que fue amnistiado en 1875. Murió en 1884 soltero y sin descendencia. 
Era caballero maestrante de Sevilla. Por Real Carta de 24 de abril de 1871 recibió el título de Marqués de Gandul, que había ostentado su padre. Heredaron el título de marqués de Gandul su sobrino, Francisco Pacheco y Núñez de Prado (1849-1911), y su sobrino nieto, Álvaro Pacheco y Rubio (-1966), hijo del anterior, quien participó en el alzamiento del General Sanjurjo en Sevilla el 10 de agosto de 1932.